# Kenneth Platts
Kenneth M. Platts (1946 — 1989) was een Brits componist en dirigent.

## Levensloop
Platts studeerde compositie aan het London College of Music bij onder andere William R. Pasfield en Lennox Berkeley. Hij componeerde een aantal lichte muziek voor orkest. Tot zijn bekendere werken behoren de composities voor blaasorkesten.

## Composities

### Werken voor orkest
- 1988 Summer Suite
- 1989 Dance canticles
- A Saturday Overture, voor orkest
- Dance Overture, voor orkest
- Divertimento, voor strijkorkest
- Elizabethan Dances, voor orkest
- Little Suite, voor strijkorkest
- Manx Dances, voor orkest
- Mountbatten Overture, voor jeugdorkest
- Music for the Maltings, voor jeugdorkest
- Restoration Dances, voor orkest
  1. Trumpet tune: Allegro
  2. Hornpipe: Allegro vivace
  3. Chaconne: Andante
  4. Country Dances and Finale: Molto vivace
- Serenade, voor strijkorkest
- Sinfonietta, voor orkest[1]
- Sussex Overture, voor orkest
- Tapestries: a symphonic portrait of Mary, Queen of Scots, voor orkest
  1. Prelude - The Port of Leith
  2. Highland Reel - The Great Hall of Inverness
  3. Romanza - The Castle of Holyrood
  4. Memories and Envoi - Fortheringhay Castle

### Werken voor harmonieorkest en brassband
- 1978 Concerto, voor brassband, op. 37
- 1980 Delta Dances, voor harmonieorkest
  1. River Song
  2. Ragtime
  3. New Orleans Can Can
  4. Negro Spiritual
- Little Suite, voor brassband, op. 28 - In 1993 verplicht werk in de vierde afdeling tijdens de British National Brass Band Championships
- Strand on the Green, ouverture voor brassband

### Vocale muziek
- Three Bird Songs

### Werken voor gitaar
- 1979 Sonatine

### Filmmuziek
- 1974 Fall of Eagles
- 1974 The Last Tsar tv-series
- 1974 Absolute Beginners tv-series

## Media
1. ↑  Gedeelte uit de Sinfonietta, voor orkest door het Oldham Youth Orchestra o.l.v. Gerard Booth[dode link]